# 亞歷山德里夫卡 (別爾江斯克區)
47°1′32″N 36°2′50″E / 47.02556°N 36.04722°E
亞歷山德里夫卡（烏克蘭語：Олександрівка）是位於烏克蘭東南部的村莊，由扎波羅熱州別爾江斯克區的切爾尼希夫卡市鎮負責管轄。該村處於喬克拉克河右岸，距離潘菲利夫卡2.5公里，始建於1945年，面積1.14平方公里，海拔高度90米，2001年人口185。